# Halectinosoma winonae
Halectinosoma winonae är en kräftdjursart som beskrevs av Coull 1975. Halectinosoma winonae ingår i släktet Halectinosoma och familjen Ectinosomatidae. Inga underarter finns listade i Catalogue of Life.